# Bernard Rubin
Bernard Rubin (ur. 6 grudnia 1896 w Carlton, zm. 27 czerwca 1936 w Cranbrook) – brytyjsko-australijski kierowca wyścigowy i pilot. Żołnierz Royal Garrison Artillery w czasie I wojny światowej.

## Kariera wyścigowa
W wyścigach samochodowych Rubin startował głównie w wyścigach samochodów sportowych. Był członkiem utytułowanej ekipy Bentleya, o potocznie używanej nazwie „Bentley Boys”. W latach 1928-1929 Brytyjczyk pojawiał się w stawce 24-godzinnego wyścigu Le Mans. W obu sezonach startował w 4,5-litrowym Bentleyu, zgodnym z regulacjami klasy 5. W pierwszym sezonie startów odniósł zwycięstwo w klasie 5, co było równoznaczne ze zwycięstwem w całym wyścigu. Rok później nie osiągnął linii mety.